# Jorge II Šubić
Jorge II Šubić (en croata: Juraj II Šubić Bribirski; c. 1275-1328) fue un noble croata, un miembro de la noble familia Šubić, que gobernó desde la fortaleza de Klis.

## Biografía
Jorge era el hijo de Pablo I Šubić de Bribir, que era el más poderoso noble croata a finales del siglo XIII y principios del siglo XIV. Tras la captura de su hermano Mladen, Jorge se convirtió en el líder de la familia Šubić con el apoyo de sus dos hermanos restantes: Gregorio y Pablo. 
Cuando Jorge I murió en 1303, su sobrino [Jorge II] le sucedió como gobernante de Dalmacia. Cuando Pablo I murió en mayo de 1312, Mladen sucedió a su padre como ban de Croacia y Dalmacia, y compartió sus ciudades con sus hermanos: Gregorio recibió Šibenik y Bribir, mientras que Jorge recibió Omiš, Nin y Klis. Jorge II trató de volver a tomar la tierra y la influencia que su hermano había perdido en la última guerra sobre Bosnia. Pero no reclamó los territorios en Bosnia, a cambio, persiguió la conquista de tierras en Croacia, que habían sido tomadas por Iván Nelipić. Esteban II Kotromanić de Bosnia volvió a cambiar lealtades y comenzó a luchar de nuevo por Šubić. En el verano de 1324 Nelipić y Jorge II se enfrentaron cerca de las cascadas del Krka. Esteban II dio un apoyo considerable a Šubić, pero no se atrevió a implicarse en la lucha. El partido de Šubić fue derrotado cerca de Knin, y el propio Jorge fue capturado algún tiempo después de la batalla. Esteban había intentado liberar a Jorge de prisión, pero todos los intentos habían fracasado. Murió en 1328.

## Descendencia
Jorge II Šubić tuvo cinco hijos:
- Pablo III (fallecido en 1356), casado con la noble veneciana Catalina Dandolo.
- Katarina, casada con el conde Iván Jurišić.
- Božidar o «Deodat» (fallecido en 1348), conde de Bribir desde 1345 a 1347.
- Mladen III (fallecido en 1348), gobernador de Klis en 1330-1348, casado con la princesa serbia Jelena Nemanjić.
- Jelena (c. 1306-1378) que se casó con el regente de Bosnia Vladislav Kotromanić en Klis, y dio a luz al primer rey de Bosnia, Tvrtko I.